# Semiothisa punctolineata
Semiothisa punctolineata är en fjärilsart som beskrevs av Alpheus Spring Packard 1873. Semiothisa punctolineata ingår i släktet Semiothisa och familjen mätare. Inga underarter finns listade i Catalogue of Life.